# اسکایلر (نبراسکا)
اسکایلر(به انگلیسی: Schuyler) شهری در ایالت نبراسکا کشور ایالات متحده آمریکا است که جمعیت آن در سرشماری سال ۲۰۱۰ میلادی، ۶٬۲۱۱ نفر بوده‌است.